# Jaime Levy
Jaime Levy je americká spisovatelka, vysokoškolská pedagožka, designerka uživatelských rozhraní a stratéžka uživatelské zkušenosti. Stala se známou především svými průkopnickými projekty nových médií v devadesátých letech. Mezi ty nejvýznamnější patří například vytvoření diskety, která byla distribuována s albem Cyberpunk Billyho Idola, internetovým časopisem WORD a online komiksovým seriálem CyberSlacker.

## Vzdělání
Levy se narodila 8. března 1966 v Hollywoodu a vyrůstala v San Fernando Valley. V roce 1988 získala na San Francisco State University titul B.A. V roce 1990 získala magisterský titul na New York University, kde později strávila sedm let jako profesorka na částečný úvazek. V současné době vyučuje design uživatelských rozhraní na Univerzitě Jižní Kalifornie.

## Kariéra
Její kariéra započala v roce 1990 tvorbou elektronických časopisů Cyber Rag a Electronic Hollywood. Ty byly programovány v HyperCard a Macromedia Director a distribuovány na disketách.
V roce 1993 pracovala pro vydavatelství EMI, kde navrhovala, animovala a programovala první komerčně vydanou interaktivní tiskovou sadou pro album Cyberpunk Billyho Idola. Tento projekt obsahoval sekvenční vzorky, digitalizované video, hypertext a interaktivní animaci. Navázala na něj animovanou elektronickou knížkou Ambulance, kterou napsala Monica Moran a která obsahovala hudbu Mikea Watta a obrázky Jaimeho Hernandeze.
V roce 1994, zatímco pracovala pro IBM jako designerka uživatelských rozhraní, začala pořádat první salony CyberSlacker ve svém bytě v East Valley. V roce 1995 se stala kreativní ředitelkou v Icon CMT, kde se mohla věnovat vzniku internetového časopisu WORD. Ten za svůj design získal mnoho uznání. Časopis Newsweek ji zařadil mezi 50 top lidí, které se vyplatí sledovat v kyberprostoru.
Když propukla dot-com éra, Levy se stala konzultantkou na volné noze. V roce 1996 navrhovala grafické víceuživatelské prostředí Malice Palace, které využívalo software The Palace. V roce 1997 založila vlastní společnost zabývající se návrhem webových stránek, interaktivními reklamami a vývojem původního materiálu. Nejvýznamnějším počinem byl CyberSlacker, flashový komiksový seriál, který získal ocenění Flash Animation Award. V roce 1999 se objevila v dokumentárním filmu Home Page a její život byl popsán v knize Gig.
Od roku 2002 do současnosti znovu vyučuje na vysoké škole, je spisovatelkou a stratéžkou uživatelské zkušenosti. V roce 2010 založila svoji druhou společnost JLR Interactive.